# 小行星8283
小行星8283（英語：8283）是一颗围绕太阳公转的小行星。1991年9月30日，罗伯特·H·麦克诺特在赛丁泉山发现了此天体。
这颗小行星的绝对星等为312.3518354956377等。